# Reacțiile metalelor
Reacțiile metalelor sunt reacțiile care au loc între metale și alți compuși. Metalele sunt elementele chimice situate în stânga Sistemului Periodic, caracterizându-se prin anumite proprietăți;

## Reactivitate
Metalele reacționează cu:
1. Substanțele simple.
2. Substanțe compuse (se ține cont de Seria reactivității chimice

## Seria reactivității chimice
Metalele sunt aranjate, în Seria reactivității chimice, în ordinea descrescătoare a reactivității lor. Pe baza acestei serii se poate stabili dacă o reacție între un metal și un compus este posibilă, ținând cont de faptul că:
- metalele mai reactive decât hidrogenul pot substitui acest element din apă și acizi.
- un metal poate substitui din compuși metalele mai puțin reactive decât el, situate în spate pe scara reactivității.

K-Ba-Ca-Na-Mg-Al-Mn-Zn-Cr-Fe-Ni-Sn-Pb-H-Cu-Hg-Ag-Pt-Au

## Reacții

### Reacția cu nemetale

#### Reacția cu oxigenul
Metalele reacționează cu oxigenul pentru a forma oxizi; reacția de ardere se desfășoară din ce în ce mai greu pe măsură ce metalul se află mai spre coada seriei reactivității. 
4Al + 3O2 = 2Al2O3

#### Reacția cu halogeni
Cu excepția aurului și a platinei, metalele reacționează cu halogenii pentru a forma halogenuri.
2Al + 3Br2 = 2AlBr3

#### Reacția cu sulful
În urma reacției cu sulful rezultă sulfuri:
2Cu + 2S = 2CuS
2Ba + 3S = 6BaS
2Fe(III) + 3S = 6Fe2S3
Reacția cu apa
Reacția metalelor cu apa diferă în funcție de așezarea acestora în seria reactivității;
Metalele aflate înaintea hidrogenului în seria reactivității chimice îl pot înlocui pe acesta în combinațiile sale